# 今田信宏
今田 信宏（いまだ のぶひろ、1964年9月24日 - ）は、日本の実業家、レーシングドライバー。

## 略歴
実業家としては不動産賃貸業を営む。
趣味としてレース活動を始め、2016年、2017年にポルシェGT3カップチャレンジに参戦。2018年には一般社団法人 日本モータースポーツ協会を設立し、ドライバーの育成、サポート、情報発信などを行い、モータースポーツの普及活動に取り組んでいる。同協会の代表を務める一方で、引き続き、自らもレース活動も行い、2018年にはポルシェGT3カップチャレンジでシリーズチャンピオンを獲得。さらに鈴鹿クラブマンレースに参戦を開始し、フォーミュラenjoy FE1クラス シリーズ3位に入賞した。またこの年、初めてフェラーリ・チャレンジ・アジア・パシフィック（APAC）シリーズ富士大会にスポット参戦し、ピレリクラス4位となった。
2019年にはスポット参戦を含め、4選手権に出場。ポルシェカレラカップジャパン・第5戦でジェントルマンクラス優勝（シリーズ第5位、ルーキー賞を獲得）、ポルシェスプリントチャレンジジャパン・第1戦GT3-Ⅰクラス優勝（スポット参戦）、フォーミュラenjoy FE1クラスではシリーズチャンピオンを獲得。
2020年はフェラーリ・チャレンジ・アジア・パシフィック（APAC）シリーズにフル参戦の予定も、世界的な新型コロナウィルス感染症の流行の影響で初戦のバーレーン戦のみ開催となり、第1戦3位、第2戦2位に入賞。この年、神奈川県厚木市を拠点とし、SUPER GT、スーパーフォーミュラなど日本のトップレースを支えるレーシングガレージ「4minutes」とタッグを組み、従来のフォーミュラ3に代わるカテゴリーとして新しく始まったフォーミュラ・リージョナル・ジャパニーズ・チャンピオンシップにシリーズフル参戦し、マスタークラスのシリーズチャンピオンを獲得。また、B-MAX ENGINEERINGの代表、組田龍司（DRAGON）に影響を受け、 「JMS RACING with B-MAX」として全日本F3選手権から名を変えた全日本スーパーフォーミュラ・ライツ選手権（SFライツ）にスポット参戦にて挑戦。菅生大会で予選落ちをするという厳しい結果にF3の洗礼を受けた形となった（第6,7,8,9,10,11,12,13,14戦に出場）。一方で最終ラウンドの富士戦では公式予選にて、元F1ドライバーの山本左近、全日本選手権フォーミュラニッポンシリーズチャンピオン4回、全日本GT選手権・GT500クラスシリーズチャンピオン3回を誇る本山哲を上回るリザルトを残した。同年12月には、スーパーフォーミュラの合同テストで56歳の史上最高齢でダラーラ・SF19のハンドルを握った。
2021年は全日本スーパーフォーミュラ・ライツ選手権に17戦フル参戦し、マスタークラスシリーズチャンピオンを獲得（優勝12戦、ポールポジション17回、Fastest14回）。オートポリス戦では、オーバーオール6位入賞を果たした。フォーミュラ・リージョナル・ジャパニーズ・チャンピオンシップ　10戦出場（3戦欠場）、マスターズクラスシリーズ第２位を獲得（優勝4戦、ポールポジション4回、Fastest4回）。また、FIA-F4選手権に7戦スポット出場し、関口雄飛/組田龍司（DRAGON）ともにスーパー耐久ST-ZクラスにメルセデスAMG GT4で3戦出場した。同年12月には、昨年同様、スーパーフォーミュラ鈴鹿ルーキードライバーテストに参加し、「人生最良の日」と語った。
2022年は全日本スーパーフォーミュラ・ライツ選手権に18戦フル参戦し、2年連続、マスタークラスシリーズチャンピオンを獲得（優勝10戦）。菅生戦では、2度目のオーバーオール6位入賞を果たした。また、コロナ禍で出場できていなかったフェラーリ・チャレンジ・アジア・パシフィック（APAC）シリーズに3年ぶりにフル参戦（11戦、1戦欠場）を果たした（シリーズ2位、優勝4回）。その他、フォーミュラ・リージョナル・ジャパニーズ・チャンピオンシップに5戦、FIA-F4選手権に4戦スポット出場した。

## レース戦績
- 2016年 - ポルシェGT3カップチャレンジ
- 2017年 - ポルシェGT3カップチャレンジ
- 2018年
  - ポルシェGT3カップチャレンジ カテゴリーIIクラス（シリーズチャンピオン）
  - フェラーリ・チャレンジ・アジアパシフィック富士大会スポット参戦 ピレリクラス4位
  - 鈴鹿クラブマンレース フォーミュラenjoy FE1クラス（シリーズ3位）
- 2019年
  - フェラーリ・チャレンジ・アジアパシフィック ピレリクラス（シリーズ3位）優勝1回／ポールポジション1回
  - ポルシェカレラカップジャパン ジェントルマンクラス（シリーズ5位・ルーキー賞）優勝1回／ポールポジション1回
  - ポルシェスプリントチャレンジジャパンスポット参戦 GT3-Iクラス優勝1回／ポールポジション1回
  - 鈴鹿クラブマンレース フォーミュラenjoy FE2クラス（シリーズチャンピオン）
  - JAF-F4 F4 日本一決定戦 Hクラス２位
- 2020年
  - 全日本スーパーフォーミュラ・ライツ選手権 菅生・鈴鹿・富士大会スポット参戦 マスタークラス 富士大会優勝
  - フォーミュラ・リージョナル・ジャパニーズ・チャンピオンシップ マスターズクラス（シリーズチャンピオン）優勝5回/ポールポジション1回
- 2021年
  - 全日本スーパーフォーミュラ・ライツ選手権 マスタークラス（シリーズチャンピオン）
  - スーパー耐久シリーズ2021 Powered by Hankook ST-Zクラス出場
  - フォーミュラ・リージョナル・ジャパニーズ・チャンピオンシップ マスターズクラス
  - FIA-F4選手権 インディペンデントクラス
- 2022年
  - 全日本スーパーフォーミュラ・ライツ選手権 マスタークラス（シリーズチャンピオン）
  - フェラーリ・チャレンジ・アジアパシフィック ピレリクラス（シリーズ2位）優勝4回
  - フォーミュラ・リージョナル・ジャパニーズ・チャンピオンシップ マスターズクラス　5戦スポット出場
  - FIA-F4選手権 インディペンデントクラス　4戦スポット出場
- 2023年
  - 全日本スーパーフォーミュラ・ライツ選手権 （シリーズ１８戦中１５戦出場 マスタークラス シリーズチャンピオン）優勝１１回
  - Ferrari Challenge Japan（シリーズ３戦出場）優勝１回
  - Ferrari Challenge EU（スポット参戦）ルマン戦第３位、ムジェロ戦参戦、ワールドファイナル第３位
  - FIA-F4選手権・ジャパニーズ・チャンピオンシップ（シリーズ１４戦中１１戦出場）優勝２回

### 全日本スーパーフォーミュラライツ選手権
| 年     | チーム            | エンジン | クラス | 1         | 2        | 3        | 4        | 5        | 6        | 7        | 8        | 9        | 10       | 11       | 12       | 13        | 14        | 15        | 16       | 17        | 18       | 順位 | ポイント |
| ------ | ----------------- | -------- | ------ | --------- | -------- | -------- | -------- | -------- | -------- | -------- | -------- | -------- | -------- | -------- | -------- | --------- | --------- | --------- | -------- | --------- | -------- | ---- | -------- |
| 2020年 | B-MAX RACING TEAM | VW       | M      | TRM 1     | TRM 2    | TRM 3    | OKA 1    | OKA 2    | SUG 1 8  | SUG 2 9  | SUG 3 9  | AUT 1    | AUT 2    | AUT 3    | SUZ 1 10 | SUZ 2 Ret | SUZ 3 10  | FSW 1 10  | FSW 2 9  | FSW 3 10  |          | 3位  | 55       |
| 2021年 | B-MAX ENGINEERING | VW       | M      | FSW 1 8   | FSW 2 10 | FSW 3 11 | SUZ 1 8  | SUZ 2 12 | SUZ 3 10 | AUT 1 6  | AUT 2 10 | AUT 3 C  | SUG 1 9  | SUG 2 7  | SUG 3 10 | TRM 1 9   | TRM 2 9   | TRM 3 0   | TRM 1 9  | TRM 2 9   | TRM 3 9  | 1位  | 156      |
| 2022年 | B-MAX RACING TEAM | VW       | M      | FSW 1 Ret | FSW 2 12 | FSW 3 12 | SUZ 1 11 | SUZ 2 8  | SUZ 3 12 | AUT 1 11 | AUT 2 9  | AUT 3 11 | SUG 1 6  | SUG 2 9  | SUG 3 9  | MOT 1 8   | MOT 2 7   | MOT 3 9   | OKA 1 10 | OKA 2 Ret | OKA 3 11 | 1位  | 143      |
| 2023年 | B-MAX RACING TEAM | VW       | M      | AUT 1 9   | AUT 2 10 | AUT 3 11 | SUG 1 8  | SUG 2 10 | SUG 3 11 | SUZ 1 WD | SUZ 2 WD | SUZ 3 WD | FUJ 1 10 | FUJ 2 8  | FUJ 3 11 | OKA 1 8   | OKA 2 9   | OKA 3 8   | MOT 1 10 | MOT 2 9   | MOT 3 10 | 1位  | 150      |
| 2024年 | JMS RACING TEAM   | TOM'S    | M      | MOT 1     | MOT 2    | MOT 3    | AUT 1 8  | AUT 2 9  | AUT 3 9  | SUG 1 8  | SUG 2 10 | SUG 3 10 | FSW 1 12 | FSW 2 11 | FSW 3 9  | OKA 1 Ret | OKA 2 Ret | OKA 3 DNS | SUZ 1 11 | SUZ 2 8   | SUZ 3 9  | 2位  | 99       |
| 2025年 | JMS RACING TEAM   | TOM'S    | M      | SUZ 1 WD  | SUZ 2 WD | SUZ 3 WD | AUT 1 14 | AUT 2 11 | AUT 3 C  | OKA 1 WD | OKA 2 WD | OKA 3 WD | SUG 1    | SUG 2    | SUG 3    | FSW 1     | FSW 2     | FSW 3     | MOT 1    | MOT 2     | MOT 3    | 3位* | 17*      |